# Minhocão
Minhocão (có nghĩa là giun đất hay giun khổng lồ trong tiếng Bồ Đào Nha) là một giống như giun đất lớn theo kiểu sinh vật quái dị được cho là tồn tại trong các khu rừng của Nam Mỹ. Theo truyền thuyết, trong rừng rậm Nam Mỹ có một loài giun đất khổng lồ và tương truyền, loài giun khổng lồ này đã sinh sống trên Trái đất từ thời kỳ khủng long. Hầu hết những phát hiện về loài quái vật này đều xuất hiện tại Brasil. Nhà nghiên cứu Karl Shuker cho rằng loài vật này có thể là một ví dụ của những sinh vật thờ tiền sử còn sống sót lại cho đến ngày nay trong các môi trường đặc thù như những vùng rừng rậm hay vùng đáy biển mà con người chưa biết đến.